# Infinite Resonance 3
『infinite Resonance 3』（インフィニット・レゾナンス スリー）は、日本の音楽ユニット・fripSideが2024年10月9日にNBCユニバーサル・エンターテイメントジャパンから発売した第3期3枚目(通算15枚目)のオリジナルアルバムである。

## 内容
オリジナルアルバムとしては第3期fripSideの2ndアルバム『infinite Resonance 2』から約11ヶ月ぶりのアルバム。
初回限定盤と通常盤の2形態で発売され、初回限定盤にはリード曲「Unbroken Resolve」のミュージック・ビデオとメイキング映像、今作のスポットCM映像、さらに2024年1月4日にZepp Haneda TOKYOで開催した「fripSide infinite Resonance 2 tour 2023-2024 supported by animelo」の公演の模様を収録したBlu-rayが同梱されている。
初回生産分に限り、『ティンクルスターナイツ』の初期★3キャラ必ず貰える結晶がもらえるシリアルコード付きチラシも封入される。

## 収録曲
1. Starlit Moment [4:58]
作詞・作曲：八木沼悟志
編曲：八木沼悟志・齋藤真也
2. Unbroken Resolve [4:30]
作詞・作曲：八木沼悟志
編曲：八木沼悟志・齋藤真也
今作のリード曲。
3. Solitude in Autumn [5:55]
作詞・作曲：八木沼悟志
編曲：八木沼悟志・齋藤真也
4. Winterfade [5:35]
作詞・作曲：八木沼悟志
編曲：八木沼悟志・齋藤真也
5. Gratitude to You [5:38]
作詞：阿部寿世・八木沼悟志
作曲：八木沼悟志
編曲：八木沼悟志・齋藤真也
ボーカル：阿部寿世
阿部寿世ソロ曲。
6. Secret Operation -fripSide Edition- [3:57]
作詞・作曲：八木沼悟志
編曲：八木沼悟志・齋藤真也
7. Twinkle Star Nights [4:42]
作詞・作曲：八木沼悟志
編曲：八木沼悟志・齋藤真也
8. killing bites -version2024- [4:35]
作詞・作曲：八木沼悟志
編曲：八木沼悟志・齋藤真也
第2期13thシングル『killing bites』及び第2期5thアルバム『infinite synthesis 4』収録曲のセルフカバー。
9. Salvation [4:00]
作詞：上杉真央
作曲：八木沼悟志
編曲：八木沼悟志・齋藤真也
上杉真央ソロ曲。
10. Turn Night Into Day [5:16]
作詞：黒川晋
作曲：八木沼悟志
編曲：八木沼悟志・齋藤真也
当アルバム内の英語曲。
11. Against the World [4:49]
作詞：八木沼悟志
作曲：齋藤真也
編曲：八木沼悟志・齋藤真也
12. Hesitation Snow -version2024- [4:44]
作詞：yuki-ka
作曲：八木沼悟志
編曲：八木沼悟志・齋藤真也
第2期コンピレーションアルバム『fripSide PC game compilation vol.2』収録曲のセルフカバー。
13. future gazer -version2024- [4:06]
作詞：yuki-ka・八木沼悟志
作曲：八木沼悟志
編曲：八木沼悟志・齋藤真也
第2期3rdシングル『future gazer』及び第2期1stアルバム『infinite synthesis』収録曲のセルフカバー。

## 参加ミュージシャン

### CD
fripSide
- 阿部寿世：Vocal
- 上杉真央：Vocal
- 八木沼悟志：Keyboard、Synthesizer＆Chorus＆programming

Additional Musician
- a2c：Guitar (#1,4,5,8,12,13)
- 城石真臣：Guitar(#2,3,6,7,9,11)
- 西沢栄一(studio Rina)：mixing＆recording engineer
- 齋藤真也：keyboards＆programming＆director

## タイアップ
セルフカバーは原曲のものを記載。
- TVアニメ『夜桜さんちの大作戦』第2クールオープニングテーマ (#6)
- DMM GAMES ブラウザ/Android/iOSゲーム『ティンクルスターナイツ』1周年記念主題歌 (#7)
- TVアニメ『キリングバイツ』オープニングテーマ (#8)
- Windows 7/Vista/XP専用ゲームソフト『はつゆきさくら』オープニングテーマ (#12)
- OVA『とある科学の超電磁砲』オープニングテーマ (#13)

## 余談
- 本アルバムは「Unbroken Resolve」をリード曲としているが、「Starlit Moment」との実質ダブルリードであると八木沼悟志により語られている。
- 「fripSide 20th Anniversary Festival 2023 -All Phases Assembled-」にて第1期ボーカルのnaoと共演したことによって、第1期の頃の方向性を再確認し、本アルバム制作に取り入れられている。
- 3～5曲目の「Solitude in Autumn」「Winterfade」「Gratitude to You」は秋・冬・春の季節三部作と称されている。
- 10曲目の「Turn Night Into Day」はニューヨークに住む作詞の黒川晋とZoomで実際に繋ぎ、歌詞のネイティブな発音にこだわって製作された。
- 「Unbroken Resolve」のミュージック・ビデオは長野県にある国立天文台 野辺山宇宙電波観測所にて撮影された。